# Acacia ochracea
Acacia ochracea é uma espécie de leguminosa do gênero Acacia, pertencente à família Fabaceae.